# Santa Fe (Bogotá)
Santa Fe ist der 3. Stadtbezirk (localidad) der kolumbianischen Hauptstadt Bogotá. Auf einer Fläche von 4.488 Hektaren leben hier ca. 108.000 Menschen. Santa Fe umschließt vollständig den Stadtbezirk La Candelaria, der früher dazugehörte und später als eigenständiger Stadtbezirk begründet wurde. Santa Fe verfügt über ein vielseitiges Kultur- und Wirtschaftsleben.

## Das Herz von Bogotá
Santa Fe ist der ursprünglich zentralste Bereich der Hauptstadt. In ihm befinden sich traditionelle kleinbürgerlich geprägte barrios wie La Perseverancia, Belén und Lajas, sowie exklusivere Stadtteile und Wohngegenden. Das kulturelle und historische Erbe ist allgegenwärtig und sein architektonisches, städtebauliches und gastronomisches Potenzial ist der Anziehungspunkt vieler Touristen. Es ist ein Distrikt voller Kontraste mit lebhaftem Treiben auf Plätzen und Märkten. Hier befinden sich auch Cafés und exklusive Restaurants und Feinkostgeschäfte.
Die Natur lädt zu unzähligen Wanderungen und Ausflügen zu Lagunen, auf Berge, zu Wasserfällen und sonstige Naturerlebnissen ein. Der 3152 Meter hohe Berg mit dem Wallfahrtsort Monserrate mit der Basilika des Herrn überragt die nähere Umgebung. Auffallend ist der signifikante Unterschied zwischen der urbanen und bewohnten Fläche mit 662 Hektaren und der landwirtschaftlich genutzten Fläche von 3.816 Hektaren, also dem sechsfachen.
Wichtige Institutionen und Sehenswürdigkeiten im Stadtbezirk:
- Universidad de Bogotá Jorge Tadeo Lozano
- Museo Nacional de Colombia